# 国际足球联合会
国际足球联合会（發音：[fedeʁasjɔ̃ ɛ̃tɛʁnasjɔnal də futbol asɔsjasjɔ̃]），简称国际足联（[fifa] ⓘ），是管理英式足球、室内五人足球和沙滩足球的国际体育组织，下辖211个会员协会。總部设于瑞士苏黎世。現任主席為詹尼·因凡蒂诺。国际足联负责组织世界重大足球赛事，當中最著名的是4年舉辦一次的世界盃。

## 旗帜
國際足球總會旗帜背景是蓝色的，中间是该组织的标志。目前的国际足联旗帜是在俄罗斯莫斯科2018年国际足联世界杯开幕式期间首次飘扬的，并一直沿用至今。

## 历史
二十世纪初足球在全世界的流行催生了国际足联。国际足联在1904年5月21日成立于法国巴黎圣奥雷诺街229号，名称为Fédération Internationale de Football Association，简称FIFA。创始会员有法国、比利时、丹麦、荷兰、瑞典、瑞士的足球协会和馬德里足球俱樂部（代表西班牙，而西班牙皇家足球協會到1913年才成立）。德国也在当天发电报表示要加入。
国际足联首届會長是羅貝爾·介朗（任期为1904年5月23日－1906年6月4日）。接替他的是英格兰足协的丹尼尔·伯利·伍尔福尔。
国际足联组织的首个大型赛事是1908年伦敦奥运会足球淘汰赛，比赛很成功，参赛的是各国的职业运动员，而此后的奥运会就限制职业球员参加，並對於球員健全的身體有嚴格的檢驗機制，曾在1912年禁止有割盲腸者加入。一战时英格兰、苏格兰、威尔士和北爱尔兰的足协退出了国际足联，声明不愿与敌人交手，后来又重新加入了。国际足联历史藏品位于英国的国家足球博物馆。
2004年举行了FIFA成立100周年纪念活动，2004年4月，该组织宣布在2003年至2006年期间总收入将达到16.4亿美元，总利润将达到1.44亿美元。2004年5月20日，为了纪念FIFA诞生100周年，巴西国家足球队与法国国家足球队举行了一场纪念赛，最终双方以0-0握手言和。

### 歷任會長
| No. | 姓名          | 國家          | 就任時間       | 卸任時間       | 備註     |
| --- | ------------- | ------------- | -------------- | -------------- | -------- |
| 1   |               | 法國          | 1904年5月23日  | 1906年6月4日   |          |
| 2   |               | 英格兰        | 1906年6月4日   | 1918年10月24日 | 任內逝世 |
| —   |  | 荷蘭          | 1918年10月24日 | 1920年         | 代理     |
| 3   |               | 法國          | 1921年3月1日   | 1954年6月21日  |          |
| 4   |  | 比利时        | 1954年6月21日  | 1955年10月7日  | 任內逝世 |
| 5   |  | 英格兰        | 1956年6月9日   | 1961年3月25日  | 任內逝世 |
| —   |               | 瑞士          | 1961年3月25日  | 1961年9月28日  | 代理     |
| 6   |               | 英格兰        | 1961年9月28日  | 1974年5月8日   |          |
| 7   |               | 巴西          | 1974年5月8日   | 1998年6月8日   |          |
| 8   |               | 瑞士          | 1998年6月8日   | 2015年10月8日  | 被彈劾   |
| —   |  | 喀麦隆        | 2015年10月8日  | 2016年2月26日  | 代理     |
| 9   | 詹尼·因凡蒂诺 | 義大利 · 瑞士 | 2016年2月26日  | 現任           |          |

## 组织结构

六个协会分布

国际足联基于瑞士法律成立，总部位于苏黎世。其最高权力机构是国际足联议会，由各成员国代表组成。只有议会有权修订国际足联章程。议会每年开会一次决定各项事务，确认年报，批准新会员，在世界杯举办的次年选举国际足联主席、秘书长和其他国际足联理事会成员，每个国家足协有一票的投票权。
国际足联主席和秘书长是FIFA主要官员，负责日常事务管理，下辖的秘书办公室有211名成员。FIFA执行委员会的主席是国际足联主席，在国际足联议会不召开的时候决定各项事务。FIFA还有一些其他的组织，包括金融委员会、纪律委员会、裁判委员会等。除去这些，还有六个被FIFA认证的管理各大洲足球联盟或协会。，他们分别是：
  亞洲足球聯盟（AFC） 
亚足联有47个会员，但北马里亚纳群岛并未加入FIFA。
澳大利亚在2006年加入亚足联。
  非洲足球協會（CAF）
非足联有54个正式会员和2个准会员，2个准会员均未加入FIFA。
  中北美洲及加勒比海足球協會（CONCACAF）
中北美洲及加勒比海足球協會有41个会员，但其中有6个不是FIFA成员。
圭亚那、法属圭亚那和苏里南在南美，但其足协属于中北美洲及加勒比海足球協會，法属圭亚那足协不是FIFA成员。
  南美洲足球協會（CONMEBOL）
南美洲只有10个会员，是六个协会中成员最少而平均水平最高的协会。
  大洋洲足球協會（OFC）
大洋洲足协有14个会员，但其中有3个不是FIFA成员。澳大利亞地理位置在大洋洲，但於2006年加入亚足联。
  歐洲足球協會（UEFA）
欧足联共有55个成员；2016年5月，国际足联第66届大会上正式投票通过了科索沃和直布罗陀加入国际足联的决议。
跨洲国家土耳其、格鲁吉亚、阿塞拜疆、俄罗斯和哈萨克斯坦的足协都是欧足联成员，以色列及亚美尼亚地理位置屬亞洲，分別因政治及文化原因加入欧足联。

## 主辦賽事

### 男子賽事
主要賽事：
- 國際足協世界盃
- 國際足協U-20世界盃
- 國際足協U-17世界盃
- 國際足協洲際國家盃（已停辦）
- 國際足協世界冠軍球會盃
- 國際足協阿拉伯盃

次要賽事：
- 國際足協室內五人足球世界盃
- 國際足協沙灘足球世界盃
- 男子奧運足球賽事（U-23）
- 男子青年奧運足球賽事（U-15）
- 國際足協青年盃
- 國際足協電子競技世界盃

### 女子賽事
- 國際足協女子世界盃
- 國際足協女子U-20世界盃
- 國際足協女子U-17世界盃
- 女子奧運足球賽事
- 女子青年奧運足球賽事（U-15）
- 國際足協女子世界冠軍球會盃（計劃中，首屆於2028年舉行）
- 國際足協女子冠軍盃（計劃中，首屆於2026年舉行）
- 國際足協室內五人足球女子世界盃（計劃中，首屆於2025年舉行）
- 國際足協青年盃

### 現任冠軍
|                    | 男子                    | 女子                    |
| ------------------ | ----------------------- | ----------------------- |
| 世界盃             | 阿根廷（2022）          | 西班牙（2023）          |
| 洲際國家盃         | 德国（2017）            | —                       |
| 奧運會             | 西班牙（2024）          | 美国（2024）            |
| U-20世界盃         | 乌拉圭（2023）          | （2024）                |
| U-17世界盃         | 德国（2023）            | （2024）                |
| 青年奧運會         | 巴西（2018）            | 葡萄牙（2018）          |
| 世界冠軍球會盃     | 車路士（2025）          | —                       |
| 室內五人足球世界盃 | 葡萄牙（2021）          | —                       |
| 沙灘足球世界盃     | 巴西（2024）            | —                       |
| 青年盃             | 薩爾斯堡紅牛（2024）    | 兵工廠（2024）          |
| 電子競技世界盃     | Manuel Bachoore（2023） | Manuel Bachoore（2023） |

## 赞助商
- 阿迪达斯
- 可口可乐
- 俄罗斯天然气工业股份公司
- 现代/起亚汽车
- 维萨卡
- 万达集团
- 卡塔尔航空[9]

## 影響力
由于足球在世界各地的巨大影響力，國際足聯在一定的程度上脫離了國際奧委會，成為一個非常獨立的國際體育聯合組織，包括它旗下擁有的世界杯足球賽現時已經成為了最具影響力的國際體育賽事之一。
1999年國際足聯會長布拉特曾經提出世界杯改爲每2年一次，但是遭到了國際足聯委員會的否决，這項提議被認為將把世界杯的時間魅力分化。

### 爭議
雖然FIFA表面上是一家非营利机构，但每年靠壟斷足球比赛上赚取不少金額。故有人認為FIFA實際上在危及足球運動，且存在腐敗問題（2015年揭發的收賄事件就是一例）。
- FIFA的決定常會受到歐洲國家的反對，如：2022年世界盃足球賽決定在11月辦就使歐洲足壇火冒三丈，2025年世俱杯扩军遭反对。
- 世界盃轉播的價格過高。而以前不需要花錢。
- 2014年世界杯定于巴西，在举办前一年，许多巴西人上街反对巴西政府以及FIFA，原因是接连举行世界杯以及奥运会所带来的财政腐败问题。不过最终还是在巴西举办。
- FIFA限制球員及球迷他們所喝的飲料及穿著的衣服的品牌。
- FIFA明文規定禁止種族歧視，但卻不對有種族歧視言論或行為的國家級組織進行處分，理由是沒有達到處分的標準（因为侮辱国家及種族、侮辱国歌等明顯行為要在球場發生才算數），這讓反種族歧視成了一句口號。
- 機構僅廣告收入和電視轉播權收入就有40億美元，但FIFA表示剩餘的金額將作為儲備金。
- 2018、2022年世界盃申辦不公，同時主辦國有不少的問題存在。
- 2015年被揭發的收賄事件。
- 時任主席布拉特的政策太過偏袒亞洲和非洲的利益，導致傳統足球比較興盛的歐洲和南美洲尤其感受到其不公平的對待。
- 2024年12月，国际足联与乌克兰足协就2026年世界杯抽签期间进行讨论时，国际足联展示了一张欧洲地图，其中克里米亚不是乌克兰的领土。乌克兰足协立即发表声明称已分别致函国际足联和欧足联，要求对地图错误作出解释。乌克兰外交部对此事件亦做出反应，并表示希望国际足联公开道歉[10]。国际足联对此解释，有问题的信息图是由第三方外包服务提供商开发的，在发现问题后已立即采取措施解决问题，包括从流通中删除该图像[11]。

## 技术革新

### 门线技术與进球裁判
2012年7月6日，国际足联（FIFA）宣布，国际足球协会理事会全票通过决议：将在国际足联正式比赛中使用门线技术（Hawk-Eye）与进球裁判（GoalRef）两项技术来裁定进球是否有效。出席理事会会议的英格兰足协秘书长霍恩（Alex Horne）说：“这是足球运动发展史上重要的一天。”决定将在2012年12月日本世俱杯中首次引入门线技术，并在2013年联合会杯以及2014年巴西世界杯中也使用门线技术。
英超委员会表示，将与开发这两项技术的公司接洽，尽快在英超赛场引入门线技术。据悉，球场租借一套门线技术设备需要约150万人民币。
时任国际足联主席布拉特说：“球门线技术将99%确保裁判的相关裁决正确无误。现实生活中无法做到百分之百正确，不过在过去，我们甚至没有门线技术。在此我想说：‘谢谢你，兰帕德。’”布拉特感谢这位英格兰球员，是因为两年前他在南非世界杯英格兰对阵德国的比赛中，打入一球遭误判。这使得布拉特从反对转为支持球门线技术，而许多教练、球员、媒体也一直呼吁引入球门线技术。
国际足球理事会批准球门线技术和增设门线裁判，并非强制在足球比赛中必须使用球门线技术或门线裁判。国际足球理事会同时强调，球门线技术对于是否进球的判断不会显示在球场大屏幕上。

### 视频助理裁判（VAR）
2017年4月26日在智利圣地亚哥举行的南美洲足联大会上，国际足联主席詹尼·因凡蒂诺在接受采访时确认，2018年世界杯将启用视频助理裁判（Video assistant referee，VAR）技术。
在2018年的俄罗斯世界杯上，该技术将涉及点球、进球、红牌以及误判球员四个领域。詹尼·因凡蒂诺说：“我们将在俄罗斯世界杯上采用视频助理裁判技术，因为到目前为止这项技术给我们带来的都是积极的结果。”
詹尼·因凡蒂诺说：“在2017年，现场球迷和电视机前的观众都能在几秒钟之内了解到判罚是否正确，而我不希望裁判成为唯一一位不知道自己犯错的人。”
在2016年的世俱杯中，视频助理裁判技术首次在国际足联赛事中得到应用。在今年3月举行的法国与西班牙的热身赛上，此项技术两次更正了裁判的判罚。
目前已经有数个国家的国内联赛应用了这一技术，澳大利亚A联赛是第一个启用视频助理裁判技术的足球顶级联赛。

## 國際制裁
2022年2月28日，因應俄羅斯入侵烏克蘭，國際足總與歐洲足總發出聯合聲明表示，俄羅斯所有球隊，不論是國家隊或俱樂部球隊，都不得參加國際足總與歐洲足總的比賽包含2022年國際足協世界盃，直到另行通知。